# Mindcrime
Mindcrime ist eine deutsche Melodic-Metal-Band, die 1999 gegründet wurde. Das stimmliche Spektrum des Sängers variiert von cleanem Gesang bis zu aggressiven Shouts.

## Geschichte
Ursprünglich ging die erste Besetzung von Mindcrime aus einer losen Zusammensetzung der Schulfreunde Christoph Weller, Mario Junker, Marco Meisch, Florian Salchow und Marcel Mombour hervor. Das Sextett konnte recht schnell einige regionale Konzerte verzeichnen. Keyboarder Peter Eisel stieg bereits vor den Aufnahmen zum ersten Album Never Like Forver aus und wurde von Benjamin Geldsetzer ersetzt. Unter der Leitung von Stefan Weber und Mario Klein (Mandylion) wurde dieses Album produziert und erstmals professionell aufgemacht vertrieben.
2001 gingen Marco Meisch, Florian Salchow und Marcel Mombour aufgrund unterschiedlicher musikalischer Vorlieben eigene Wege. Bastian Brühl wurde vorerst einziger Gitarrist und Jens C. Silz übernahm das Schlagzeug.
Nach dem Abschluss vieler Songwriting-Sessions und Konzerten nahm die Band unter den Fittichen der Everon-Musiker Oliver Phillips und Christian „Moschus“ Moos ihren Labeleinstand Tourniquet Sleep im Space-Lab-Studio in Oedt bei Krefeld auf. Beim Gummersbacher Label Black Bards Entertainment ergaben sich zunehmend Liveshows im In- und Ausland, darunter die mehrwöchige Europatournee als Support der schwedischen Metalband Morgana Lefay. 
Mindcrime spielte auch im Anschluss daran viele Konzerte und blickte schon bald auf fertiges Material zum Album Strandead zurück. Aufgenommen im Siegburger Gernhart-Studio (u. a. Destruction, Perzonal War, Accu§er) präsentierte sich Mindcrime kompakter und moderner als auf den vorherigen Veröffentlichungen.
Um das Album adäquat umzusetzen, wurde Alex Bartkowski (Guerilla, The Very End) als zweiter Gitarrist verpflichtet, der allerdings recht schnell durch Sascha Stange ersetzt wurde. Benjamin Geldsetzer und die Band gingen bald getrennte Wege, das Keyboard übernahm der Finne Jari Koskela von der Band Let Me Dream, der wiederum von Geldsetzer 2014 ersetzt wurde.
Die Band löste sich nach dem Ausstieg des langjährigen Schlagzeugers Jens C. Silz zunächst 2007 auf, feierte anlässlich der CD-Wiederveröffentlichung der Siegerländer Band Accu§er im Oktober 2014 nach über 7-jähriger Bühnenabstinenz ein Comeback im Vortex in Siegen, welchem ein Auftritt bei der KulturPur-Late-Night 2015 in Hilchenbach folgte.

## Diskografie

### Alben
- 2001: Never Like Forever
- 2005: Tourniquet Sleep
- 2006: Strandead

### Sonstiges
- 1999: Mindcrime (Demo)
- 2002: Burning Glass (EP)